# Campana de buceo

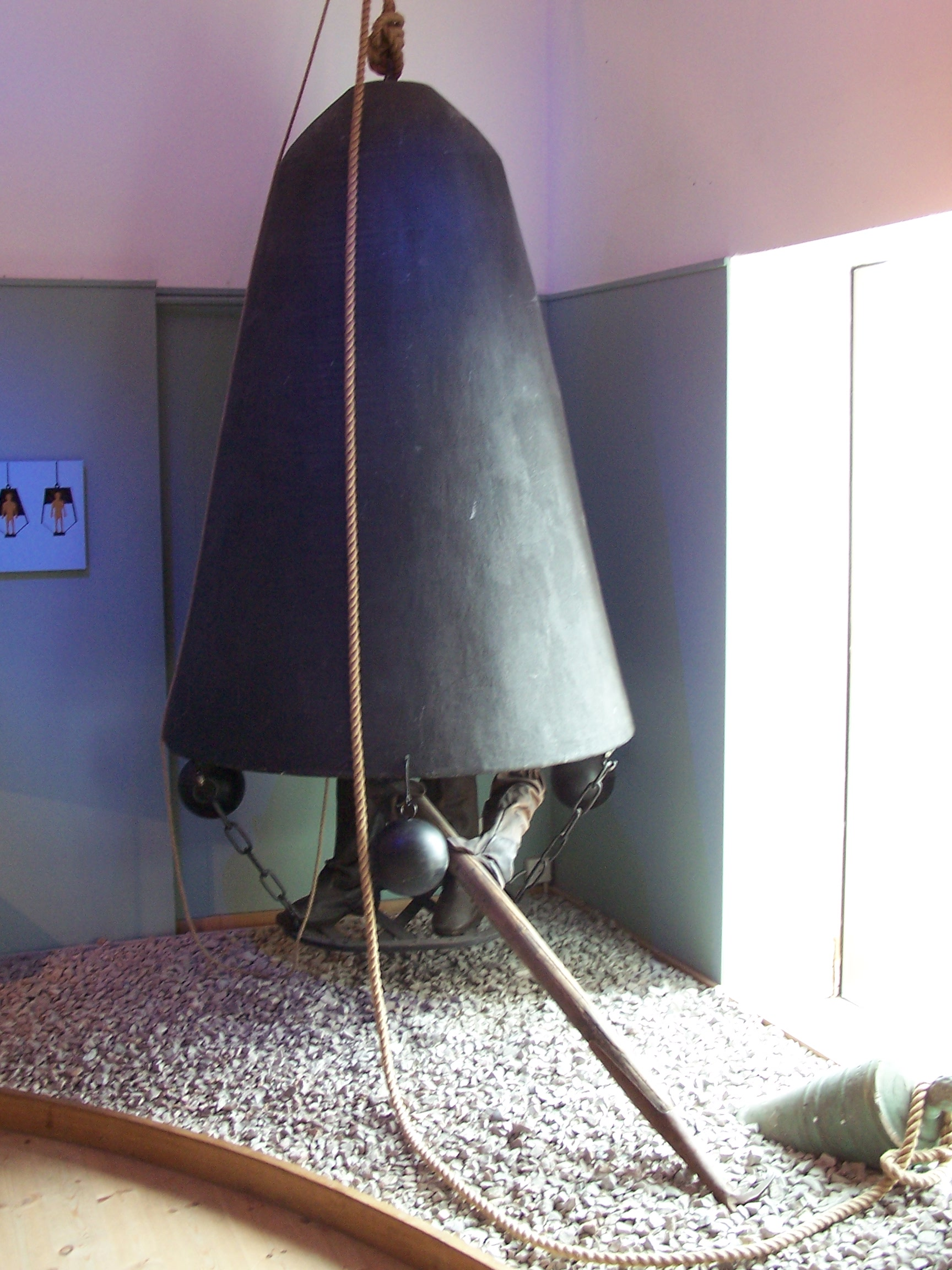
Campana de buceo primitiva

Una campana de buceo es una cámara rígida utilizada para el transporte de los buceadores hasta una cierta profundidad en el océano. Los tipos más comunes son la campana húmeda y la campana cerrada.
- La campana húmeda es una cámara colgada de un cable abierta por la parte inferior, que se baja al fondo submarino para operar como base o medio de transporte para uno o dos buzos, es del estilo a la empleada después del sitio de Cadaqués en 1655 como nos relata el "Journal des sçavants" del año 1678.[1] La presión del agua mantiene el aire atrapado en el interior de la campana. Fue el primer tipo de cámara hiperbárica. A diferencia de un submarino la campana de buceo no está diseñada para moverse bajo el control de sus ocupantes, ni para operar independientemente de su vínculo con la superficie. El "modus operandi" de los buzos es parecido al de una escotilla sumergida.

- La campana cerrada es una cámara sellada, que puede ser utilizada para el buceo de mezcla de gases o para el buceo de saturación. Este tipo de campana se puede bloquear formando la cámara en la que viven los buzos, a través de una puerta sellada a presión. Una vez en la superficie, la campana está acoplada con el sistema de cámara de descompresión y el espacio interior está presurizado para permitir a los buzos pasar a la cámara que está a la misma presión. En el buceo de saturación la campana se usa para el ir y venir del trabajo, como cuarto de estar y reposo. Si la inmersión es relativamente corta (inmersión de ida y vuelta), la descompresión se puede hacer en la campana exactamente de la misma manera que se llevaría a cabo en la cámara de descompresión.

## Historia

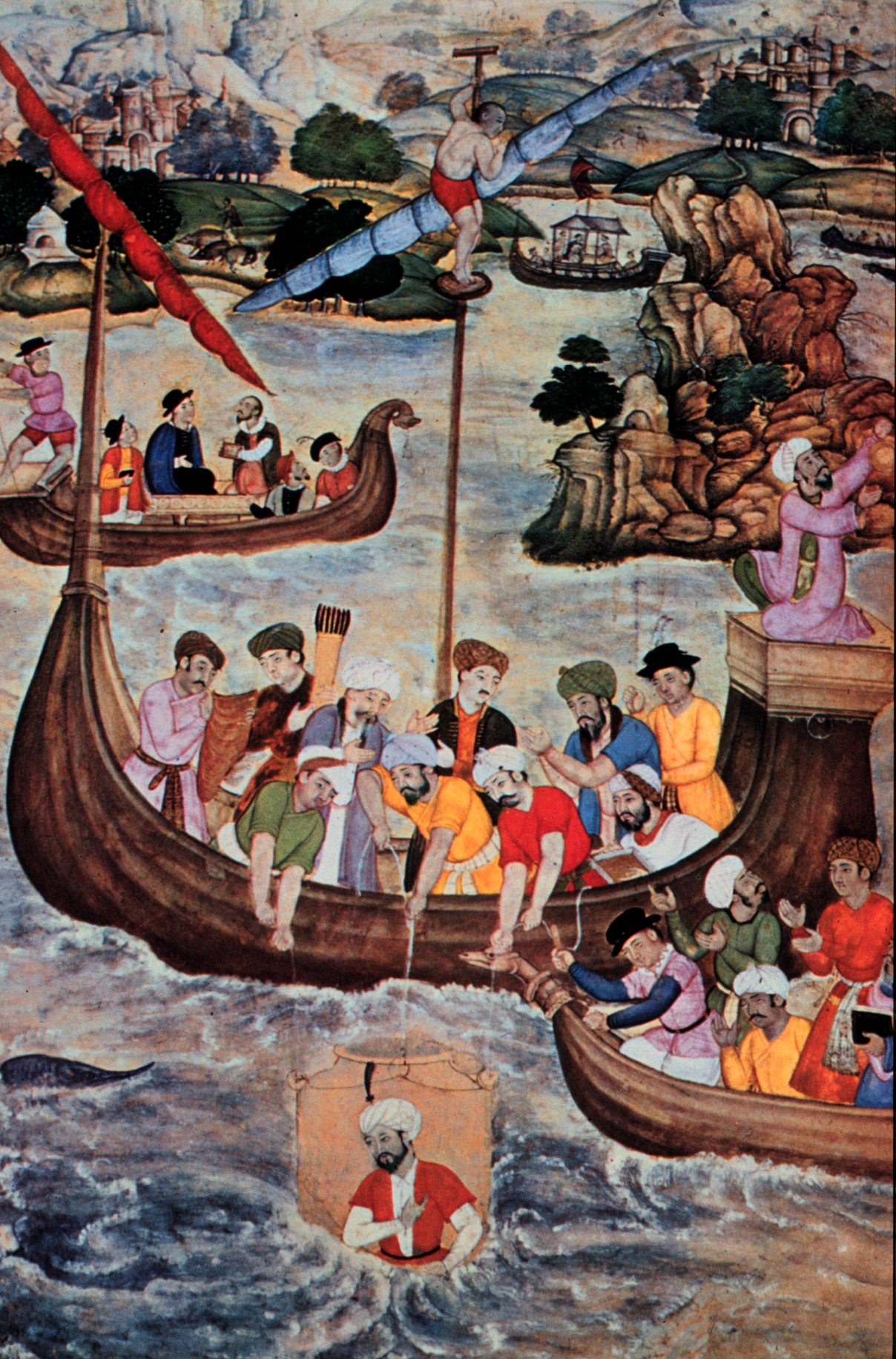
Pintura del, con Alejandro Magno siendo sumergido en una campana de cristal

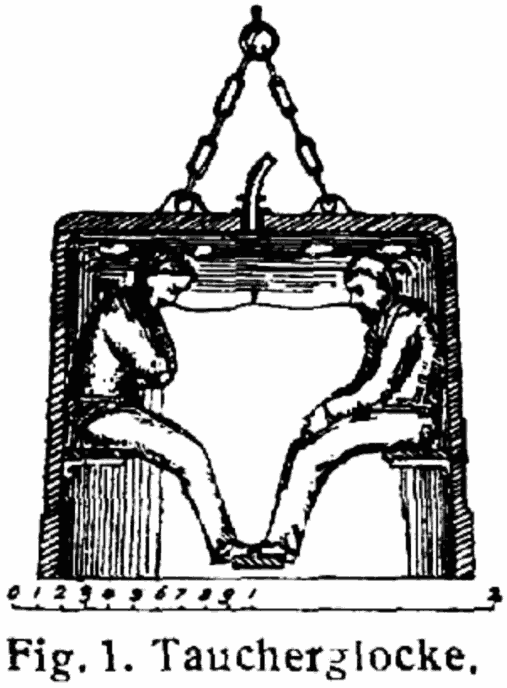
Ilustración de una campana de buceo

La campana de buceo es una muestra de la constancia humana para desarrollar todo tipo de artefactos para satisfacer uno de los más antiguos anhelos del hombre: poder desplazarse por el fondo de las aguas.
Motivos:
- Económicos: obtención y aprovechamiento de los recursos que se desarrollan en el medio acuático para el consumo propio o para su comercialización.
- Militares: medio de defensa o ataque contra un rival.
- Rescate: recuperación de los elementos hundidos con algún valor comercial.

### Campana húmeda[2]
La campana húmeda constituye uno de los artefactos más eficaces de cuantos fueron empleados desde época antigua para el reconocimiento del fondo de mares y ríos, y la recuperación de los objetos que se pudieran encontrar de interés para el hombre.
Dado que su funcionamiento se basaba en un principio elemental de la física (la altura de la columna de agua en el interior de la campana será proporcional a la presión ejercida por el aire comprimido de su interior), este ingenio sostenido desde una embarcación permitía la observación directa del fondo desde una altura prudencial y la salida de los buceadores desde su interior por el tiempo que les permitiera el aire de sus pulmones, para volver nuevamente a respirar en el interior de la campana hasta que ésta se vaciara. En tiempos de Carlos V se utilizó una campana del tipo "campana húmeda".
Las campanas podían ser construidas en madera, en este caso requerían de gran cantidad de lastre para que se pudieran hundir, o metálicas, lo que les permitía conseguir fácilmente la profundidad deseada. En el primero de los casos la estructura podía estar recubierta de cuero para impermeabilizar el interior. En general eran transportadas por una embarcación desde la que se lle o izaban a través de un conjunto de aparatos y poleas, lo que permitía posicionarlas en un punto determinado o efectuaban por arrastre las inspecciones del lecho de arena, aunque algunos modelos presentaron ingenios para resolver el problema del desplazamiento horizontal bajo el agua (por ejemplo la campana de Santander).
Lebeta griegaLas primeras referencias al uso de este ingenio se remontan al siglo IV a. C. cuando el filósofo griego Aristóteles (284-322 a. C.) dijo en su obra  Problemata (360 a. C.) que si los buceadores tenían tanto problema para respirar deberían de bajar un caldero boca abajo ya que mantendría el aire y no entraría agua.
Más adelante, Alejandro Magno, discípulo de Aristóteles, tomó esta idea para fabricar una campana de cristal y sumergirse. Existen varios cuadros al respecto.
Campana de Guillermo de Lorena (1531)Descrita en la Architectura militara de Francisco de Marchi, quien la empleó para intentar rescatar los barcos del emperador romano Calígula en el lago Nemi.
Campana de José Bono (1582)Diseño de campana en bronce con la que el siciliano obtuvo en 1582 licencia real del monarca español Felipe II para bucear en las costas de sus reinos (incluidas las Indias), a cambio de la décima parte de lo extraído.
Campana de Buonaiuto Lorini (1597)De reducidas dimensiones con forma rectangular y realizada en madera con refuerzos metálicos que convenientemente lastrada permitía al buzo visualizar el fondo a través de unas ventanas rectangulares con cristales reforzados.
Campana de Nicolás de Cardona (1610)
Campana de Francisco Núñez Melian (1626)Campana de bronce fundida en La Habana empleada en 1626 para la recuperación de los tesoros perdidos con el hundimiento de los galeones Nuestra Señora de Atocha y Santa Margarita, ocurridos en la península de la Florida en 1622. Su diseño permitía que el buzo fuera sentado en el interior mientras la campana era arrastrada desde la superficie por un barco de apoyo, de modo que el buzo podía reconocer el fondo sin ningún esfuerzo.
Campana de Francisco Koslero (1644)Estructura recubierta de piel de vaca impermeabilizada.
Campana de Cadaqués (1655)campana de bronce empleada para recuperar monedas en Cadaqués.
Campana de Edmund Halley (1690)Campana de madera forrada de plomo convenientemente distribuido para permitir su hundimiento y evitar posibles vuelcos durante la inmersión. Con forma troncocónica. En la parte superior disponía de un cristal para facilitar el acceso de luz al interior, mientras que en la parte inferior una plataforma, separada un metro del acceso a la campana, quedaba suspendida de tres cuerdas con un peso en cada extremo de cincuenta kilos, suspendido de la misma, para mantenerla fija en el fondo. Su innovación respecto a las campanas anteriores consistió en dotarla de un sistema rudimentario de alimentación de aire hacia su interior.
Siglo XVIICon posterioridad a Halley, las campanas construidas no supusieron más que una continuidad en su diseño.
Siglo XIXA partir de 1812 James Rennie, tomando como base la campana de Smeaton, se extiende el concepto actual de campana de buceo para trabajos de ingeniería. Su campana de hierro fundido y gran dimensión suspendida desde una estructura metálica móvil estaba conectada a través de una manguera a una bomba de presión que llenaba la estructura de aire hasta el punto en que los buzos en su interior trabajaban en seco. El aire sobrante se escapaba por la falda de la campana y su interior siempre contaba con aire fresco. Es el tipo que se ha mantenido vigente hasta la actualidad.

### Implementaciones complejas

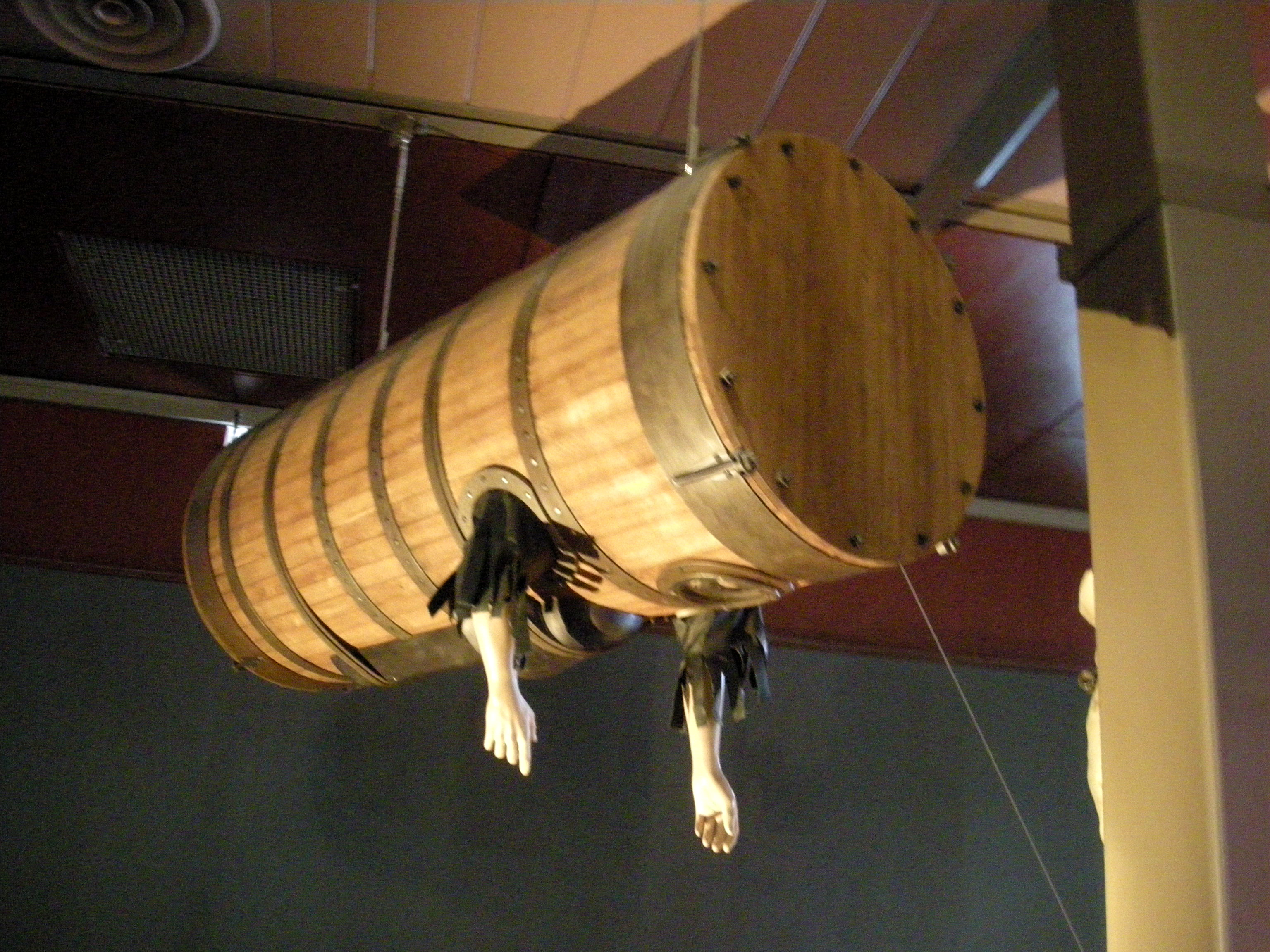
Réplica de la máquina de inmersión Lethbridge en la Cité de la Mer, Cherburgo, France.

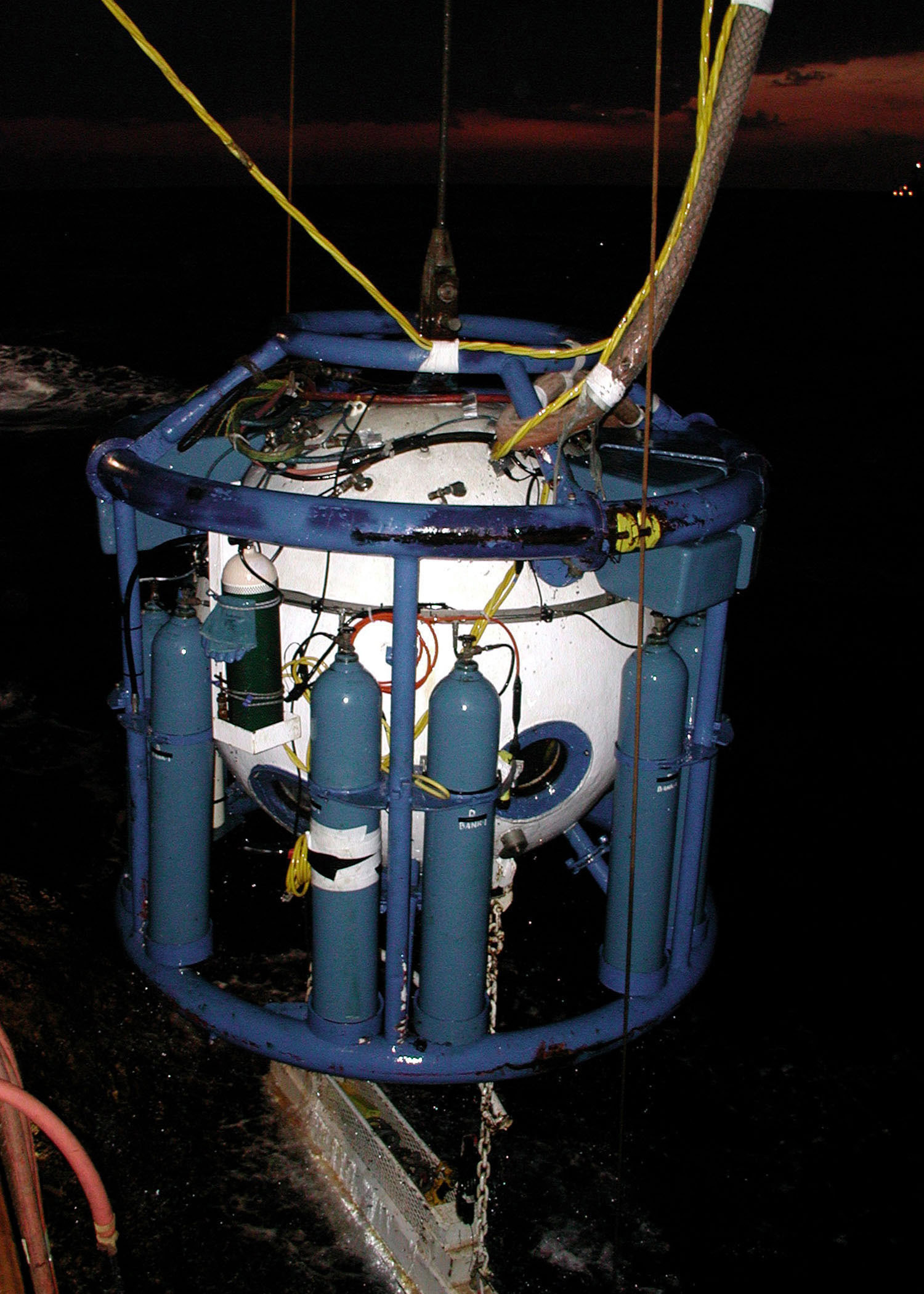
Cápsula de transferencia de personal.

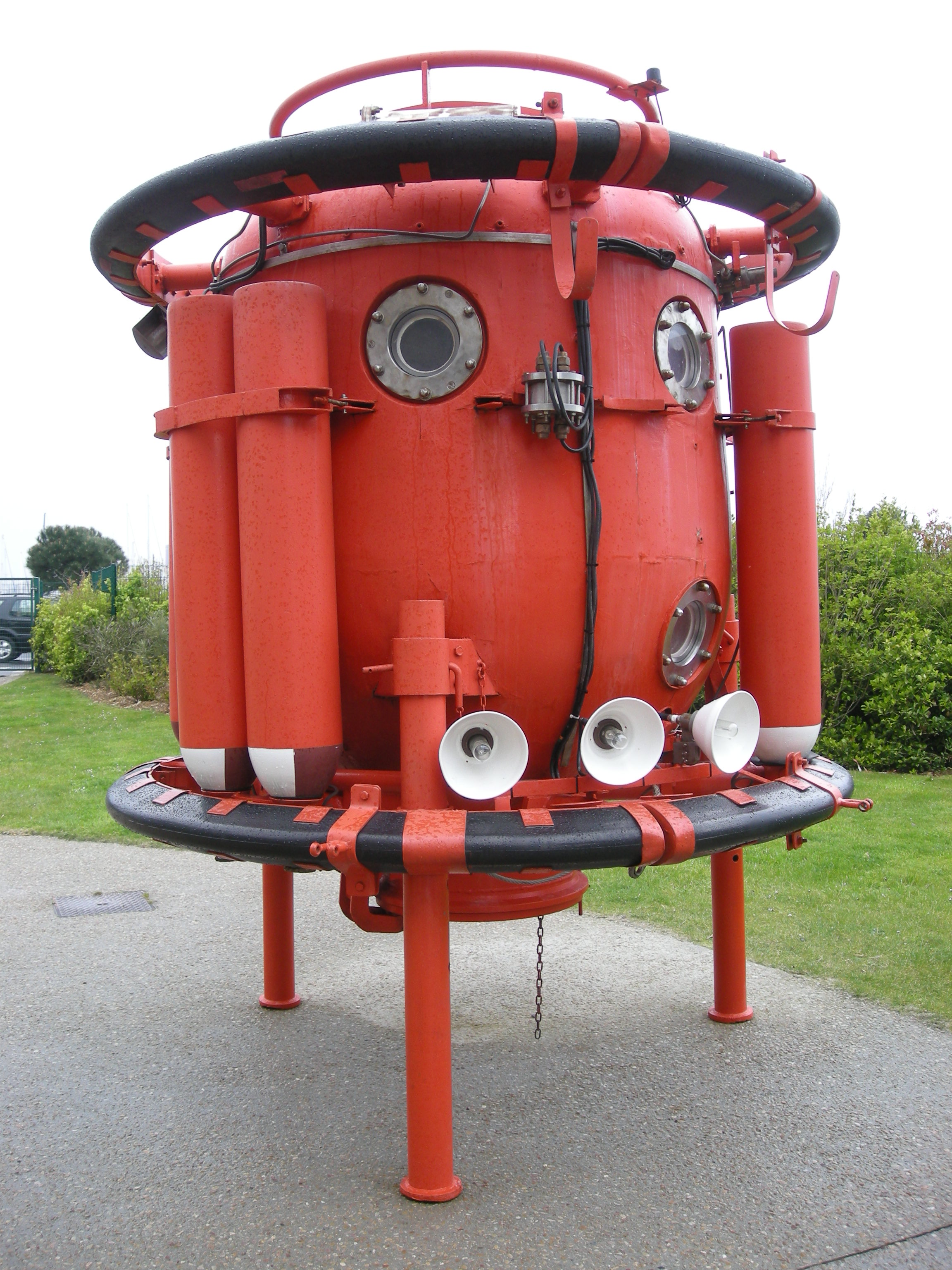
Campana de buceo moderna.

Siguiendo la definición dada por Rodríguez Cuevas y Ivars Perelló, 1987 podemos considerar dentro de este amplio grupo los equipos no propulsados, estancos, capaces de lograr ciertas profundidades sin verse afectados por la presión exterior del agua y manteniendo la presión atmosférica en su interior.
Equipos articulados o rígidos, capaces de albergar al operador manteniendo su interior a presión atmosférica. Sus características estructurales dotaban de cierto dinamismo al ocupante, de manera que este podía manipular objetos bajo el agua. El desarrollo y la implementación tecnológica en su interior, permitió con el tiempo mejor eficacia en sus funciones y mayor comodidad del operador.
Equipo de Lethbridge (1715)Constituye la primera referencia de este tipo de implementaciones acuáticas. Se trata de un ingenioso sistema diseñado por este carpintero británico, formado por un contenedor de madera de 1,80 m de longitud y 75 cm de diámetro en la parte superior y la mitad en la parte inferior, lo que confería al equipo, un aspecto troncocónico. Dos orificios permitían la salida de los brazos para que éstos pudieran operar bajo el agua.
El equipo se operaba desde una embarcación en la superficie colgando de una cadena anclada en aquella, y su inventor afirmaba haber conseguido con dificultad los 22m de profundidad empleando el equipo para rescatar naufragios en Plymouth, Madeira, las Índias y el Cabo de Buena Esperanza. Su limitación era la renovación del aire respirable, que obligaba a realizar ascensiones  cada media hora.
Equipo de Rowe (1727)De características muy parecidas a la de Lethbridge, ya que se trataba de un contenedor troncocónico de madera con orificios para piernas y brazos, y una mirilla de vidrio para observar bajo el agua. Constituye junto con aquel los 2 ejemplos más importantes del siglo XVIII. Al igual que el original, no disponía de ningún sistema que permitiera la renovación de aire. No debió ser muy eficaz contra la presión.
Equipo de Jules le Batteaux (1853)Sencillo prototipo consistente en una barrica de madera con orificios perforados para las extremidades superiores que se cubrían con manguitos de cuero, unos tragaluces hacían posible la visibilidad bajo el agua. Al igual que en los casos anteriores, se operaba suspendida desde una embarcación en la superficie mediante cuerdas o cadenas.
Equipo de Philips (1856)Equipo articulado de origen americano que supuso un avance con respecto a los modelos predecesores: si bien aún conservaba una línea estructural cilíndrica, por primera vez se incorporaban características para adaptarse a la configuración del cuerpo.
Disponía de un sistema independiente de ajuste o control de la flotabilidad mediante un globo. Incorporaba una doble manguera para proveer de aire a presión atmosférica al ocupante. Operaba suspendido desde una embarcación en superficie mediante una cadena.
Equipo de Lafayette (1875)Modelo metálico de origen americano que tomó como referencia el equipo de buceo de Siebe Gorman. Al igual que el de su compatriota precursor Philips, disponía de un sistema para la renovación del aire (dos tuberías rígidas para la entrada y salida del mismo), lo que permitía mayor tiempo de permanencia.
Sin embargo, su estructura rígida no articulada, que aguantaba bien la presión del agua a mayor profundidad que los anteriores diseños, le restaba eficacia al sistema que finalmente quedaba relegado a una simple cámara de observación.
Equipo de los hermanos Carmagnole (1882)La propuesta de estos hermanos marselleses constituyó uno de los primeros equipos atmosféricos de operación submarina. Su diseño incluía un sistema de articulación basado en el principio de las juntas de amortiguación por aire. El único prototipo fabricado, conservado en el museo de la Marina de París, no superó las pruebas de impermeabilidad, el agua entró en el interior y el proyecto fue abandonado.
Equipo de Alexander Gordon (1896)El equipo de este inventor australiano, patentado en España, tomó como referencia la escafandra de buceo. Estaba compuesto de una parte rígida, el tronco, y la movilidad era posible gracias a que las extremidades eran flexibles. Tenía un sistema de comunicación con la superficie.
Equipo de J.S. Peress (1924)El modelo ideado por este ingeniero inglés se erige en el precursor de los sistemas actuales de equipos acorazados de buceo atmosférico. Fue creado tras la Primera Guerra Mundial utilizando el sistema de juntas a base de bolas para los apéndices. Con posterioridad, este diseño fue mejorado en una segunda versión creada en 1930 a petición de unas empresas de salvamento marítimo y su funcionamiento fue tan bueno que paso a conocerse como JIM. Con él se realizó el reconocimiento y la identificación del buque Lusitania en 1935, hundido en Irlanda, llegando hasta los 150 metros de profundidad. Después de la Segunda Guerra Mundial se recuperó para ser usado en plataformas petroleras.
Cámara de observación submarinaEquipo de inmersión que, al igual que el anterior, mantiene al operador a la misma presión atmosférica independiente de la profundidad a la que se encuentre.
Cámara de Davis (1912)Sobre la base de los diseños rudimentarios de Lethbridge y Le Batteaux, Hr. Davis creó la primera cámarasde observación consistente en un receptáculo cilíndrico de acero en cuyo interior el ocupante puede permanecer de pie o sentado respirando aire alimentado desde la superficie mediante mangueras o por un sistema cerrado de aire.
Batisfera y bentoscopioEquipo sumergible en forma de esfera, fabricada en acero, dotada de una mirilla de vidrio reforzado que una vez cerrada queda sellada perfectamente y permite alcanzar grandes profundidades. Al igual que la cámara de observación, sólo puede emplearse para el reconocimiento del fondo.
Batisfera de William Beebe y Otis Barton (1912)Equipo sumergible en forma de esfera, fabricada en acero de 1,44 m de diámetro y paredes de 38 mm de espesor, dotada de una mirilla.
Cámara de rescate para dotaciones de submarinos hundidosCreada únicamente con fines de rescate de tripulaciones de submarinos hundidos. El precedente se encuentra en el prototipo de Allen McCan (armada estadounidense).